# Магдалена фон Сайн-Витгенщайн
Магдалена фон Зайн-Витгенщайн (на немски: Magdalena von Sayn-Wittgenstein; * 28 октомври 1575; † 5 февруари или 6 февруари 1634) е графиня от Зайн-Витгенщайн и чрез женитба фрайхер, господарка на господството Винебург-Байлщайн.
Тя е дъщеря на граф Лудвиг I фон Зайн-Витгенщайн (1532 – 1605) и втората му съпруга Елизабет фон Золмс-Лаубах (1549 – 1599), дъщеря на граф Фридрих Магнус I фон Золмс-Лаубах († 1561) и графиня Агнес фон Вид († 1588).
Тя умира на 5 или 6 февруари 1634 г. на 58 години.

## Фамилия
Магдалена фон Зайн-Витгенщайн се омъжва на 5 септември 1619 г. за фрайхер Вилхелм фон Винебург-Байлщайн (* 17 ноември 1571; † 5 юли 1636/1537), най-малкият син на Филип II фон Винебург-Байлщайн († 1600), бургграф на Алцай, и съпругата му Юта фон Зайн-Витгенщайн († 1612), дъщеря на граф Вилхелм I фон Зайн-Витгенщайн († 1570). Тя е втората му съпруга. Бракът е бездетен.